# Andrew Roche

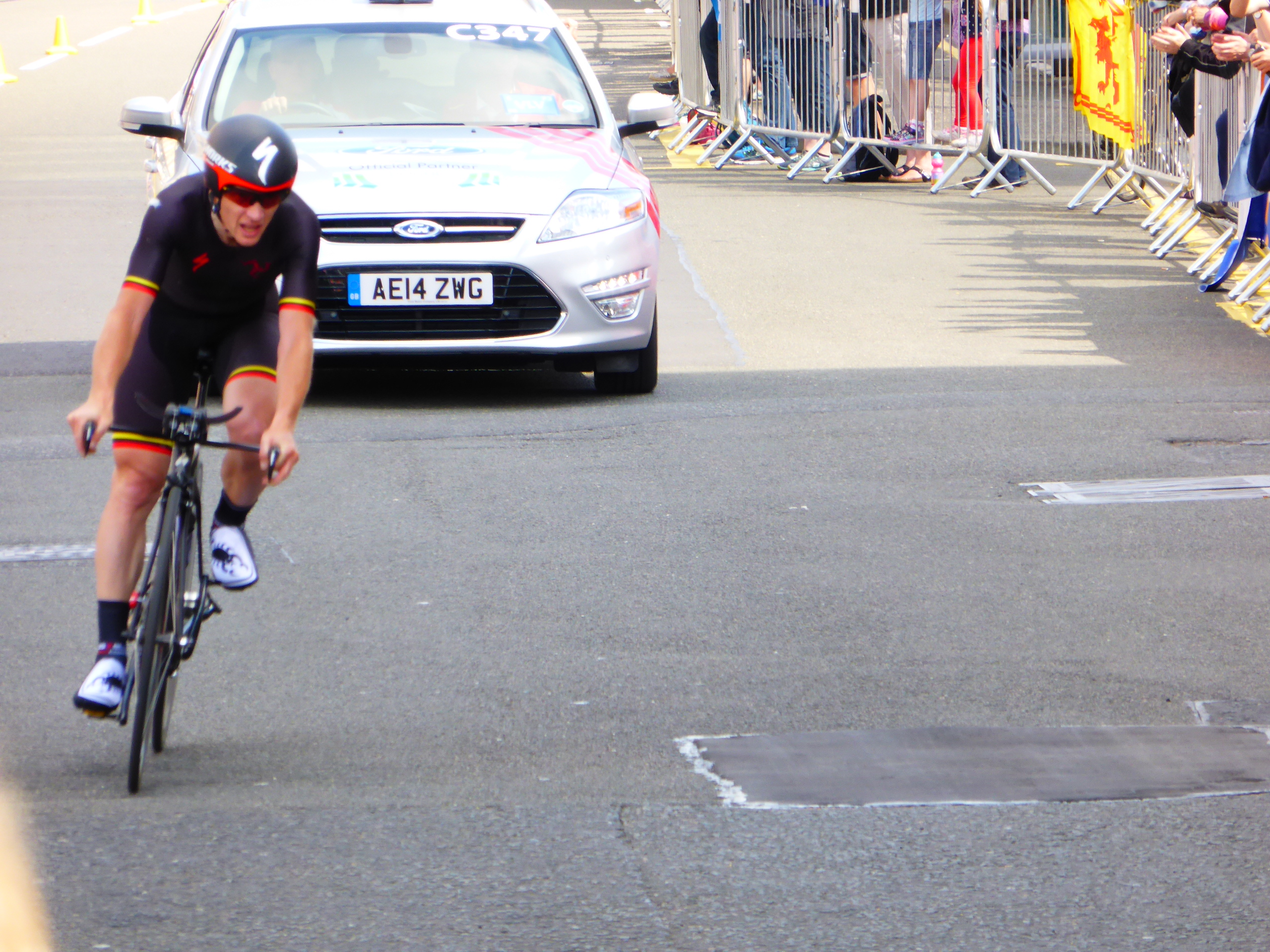
Andrew Roche, 2014

Andrew Roche (* 22. November 1971 auf der Isle of Man) ist ein irischer Straßenradrennfahrer.
Andrew Roche gewann 1992 eine Etappe beim Rás Tailteann und 1997 konnte er dort die Gesamtwertung für sich entscheiden. In der Saison 2003 fuhr er für die Mannschaft Maestro-Nella, wo er das Eintagesrennen Bol Isle of Man gewinnen konnte. Im nächsten Jahr war er bei einem Teilstück der Surrey League 5 Days erfolgreich. 2005 stand er bei dem Radsportteam Rochelle unter Vertrag und wurde dort Zweiter der irischen Zeitfahrmeisterschaft. In der nächsten Saison wechselte er zu dem Continental Team Murphy & Gunn und gewann den Shay Elliot Memorial. 2008 ging er zum Pinarello Racing Team, das mittlerweile unter dem Namen Motorpoint fährt.
Andrew Roche startet seit 1993 bei den Island Games für die Isle of Man. In den verschiedenen Disziplinen Straßenrennen, Einzelzeitfahren und Teamzeitfahren gewann er bis 2011 sechs Goldmedaillen, drei Silbermedaillen und eine Bronzemedaille.

## Erfolge
1992
- eine Etappe Rás Tailteann

1997
- Gesamtwertung Rás Tailteann

## Teams
- 1996 Sit & Sit-FS Maestro
- 2003 Maestro-Nella
- 2005 Rochelle
- 2006 Murphy & Gunn
- 2007 PinarelloRT/Rudy Project/Most/Continental
- 2008 Pinarello Racing Team
- 2009 Candi TV-Pinarello RT / Candi TV-Marshalls Pasta RT
- 2010 Motorpoint-Marshalls Pasta
- 2011 Motorpoint